# 臺北捷運公司
臺北大眾捷運股份有限公司，簡稱臺北捷運公司、北捷、TRTC，是臺北捷運的營運機構，係以臺北市政府為主要股東之公營事業機構。此外，其子公司北捷遊憩公司亦受臺北市政府委託負責貓空纜車、臺北市立兒童新樂園與臺北小巨蛋的營運。其總部位於臺北捷運雙連站旁的「捷運行政大樓」，與臺北市政府捷運工程局局本部共用。

## 企業識別標誌與名稱

### 第二、三代企業識別

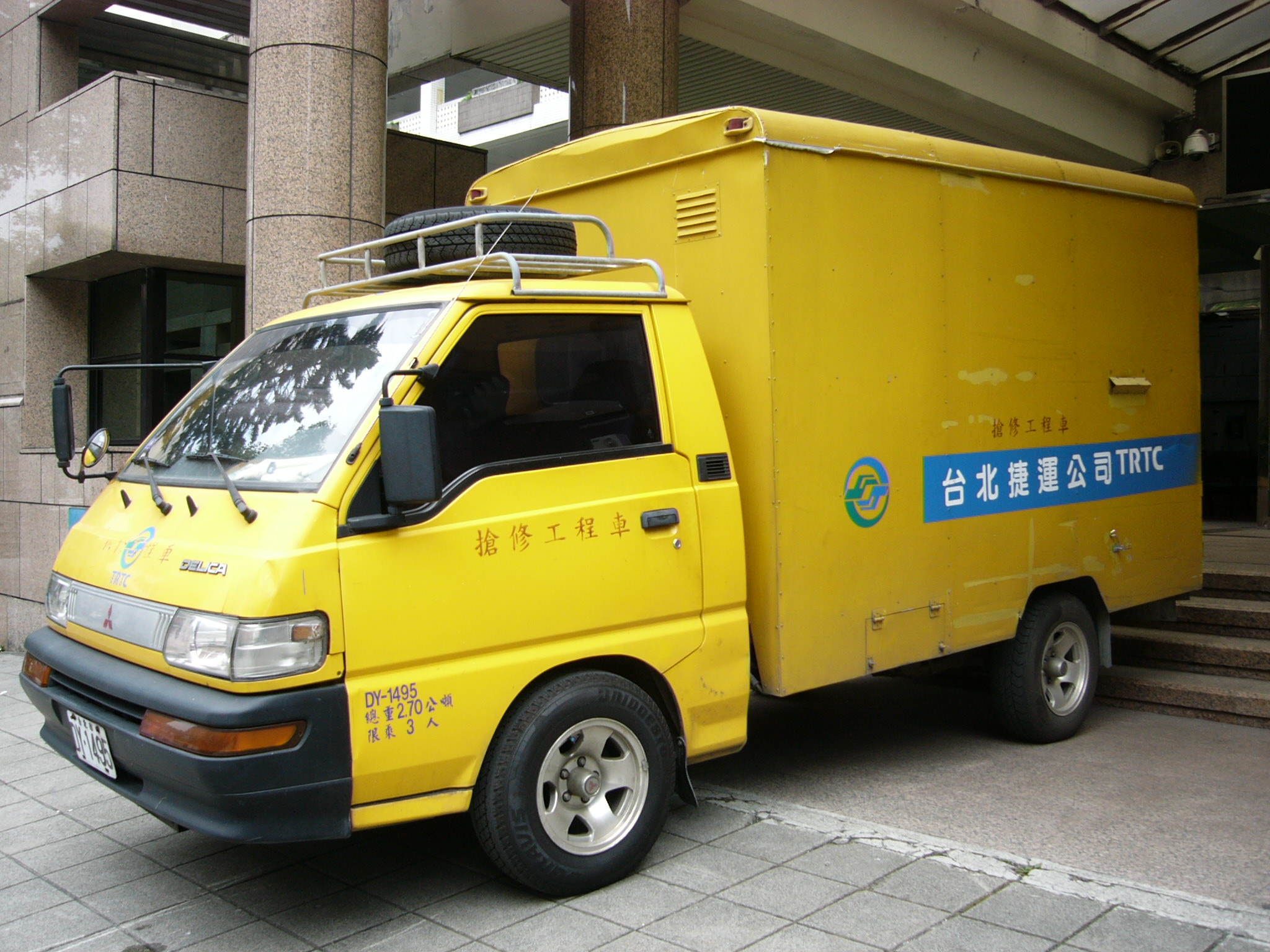
台北捷運公司搶修工程車的第二代品牌標誌塗裝，其標誌為正圓

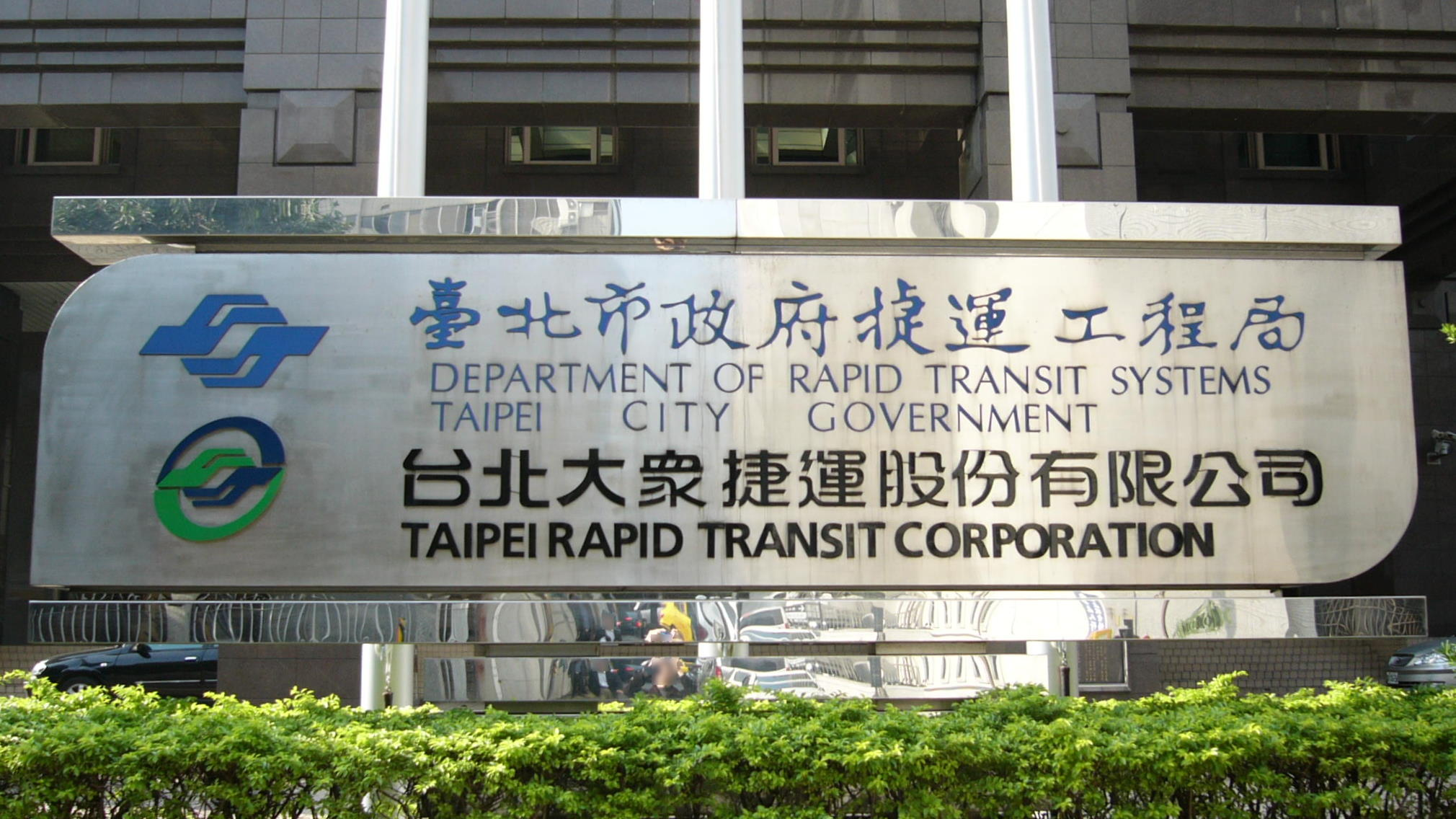
臺北市捷運局與台北捷運公司總部標示牌，可見將第二代標誌向右傾斜的橢圓形第三代品牌標誌

- 人鳥標誌：延續代表捷運精神的「人鳥標誌」為主架構，其呈六角型，上下兩半互為依附；兩「人」字圖案作雙向奔馳，以表示人來人往，代表捷運系統提供民眾運輸的效能；其外型有如鳥的飛翔，代表迅捷如飛、四通八達。將人鳥標誌外圍結合兩圓弧，象徵臺北捷運經營捷運交通事業—順暢、圓融、通達之目標。粗至細的圓弧產生律動與前進的速度感，象徵臺北捷運追求高效率及快捷的服務精神。
- 捷運品牌：以「Metro Taipei」為服務品牌，希望能將服務品牌化，並與國際接軌，展現全球化格局。標誌的藍色與綠色分別代表科技與環保，亦隱含藍天與綠地之意，表示臺北捷運與民眾以共同追求優質生活文化為目標。

### 25週年全新企業識別（第四代）
為迎接台北捷運通車25週年，北捷於2021年3月25日於官方臉書、網站更新新企業識別。
有別於以往「人鳥標誌」，新Logo在原始形態基礎上，加入圓弧、流動線條，並簡化了標誌的細節與稜角，順應數位時代 2D 標誌的潮流，亦保留品牌識別度與大眾印象。
此外，新Logo亦以列車行進與進站的動態過程為構想，將標誌雙向奔馳的意象轉化為動態識別。

### 英語名稱
臺北捷運公司的正式英文名稱為：最初配合相關單位將都市軌道運輸系統定名為「大眾捷運系統」，因此使用「臺北捷運」的直譯英文名稱。2002年，臺北捷運公司導入企業識別系統，開始使用作為服務品牌，且列車和車站內的英文廣播、字幕都是稱為Taipei Metro System；但仍有稱臺北捷運為（公車站名即是使用，但現部分更改為），臺北捷運公司並將其名稱（Taipei Rapid Transit Corporation）的簡寫（TRTC）用於公司網站的網址（http://www.trtc.com.tw/ （页面存档备份，存于） ）。另外，隨著台北市獲得.taipei域名，臺北捷運公司網站的網址於2015年1月26日改為「www.metro.taipei」。

## 歷史
1967年，就已經開始研究捷運路線在大台北地區興建的可行性。
1970年代以後，推動了台北捷運系統的實質規劃。
1981年9月，交通部運輸計劃委員會聘請BMTC（英國大眾捷運顧問工程師），與中華顧問工程師，對於初步報告加以深入的研究。
1982年，國立交通大學因受於台北市政府委託，因此舉行研究中運量系統發展。
1984年，台北市政府提出《台北市中運量新捷運系統初步發展計畫》，因此規劃兩條中運量路線。
1986年，行政院核定台北都會區大眾捷運系統初期路網。
1988年，台北捷運系統開始動工。
1994年，台北大眾捷運股份有限公司成立。
1996年3月木柵線正式通車，為台北捷運首條通車路線。
1998年12月，台北捷運累積總運量突破1億人次。
1999年10月闢駛捷運接駁路線公車，方便了交通較不便地區民眾通勤。
自2000年12月22日起，台北捷運系統營運時間，延長至深夜12時。
2002年2月，台北捷運公司以「Metro Taipei」為全新的服務品牌。同年4月底，台北捷運系統內的行動電話全線暢通。同年6月正式發行悠遊卡，但一開始能的使用範圍相當有限。
2003年1月高運量系統之檢修服務，榮獲ISO-9001驗證，同年10月亦榮獲行政院第五屆之服務品質獎。11月實施公車捷運雙向轉乘優惠措施。
2004年台北捷運公司轉投資成立顧問公司。11月完成捷運忠孝復興站與太平洋SOGO百貨通連。12月淡水線北投站首度供民眾啟用雙層自行車架（免費），至今的公館站、劍潭站與府中站等站亦有設之。
2005年7月首次發行「一日票悠遊卡」（分普通版與紀念版兩種）。
自2006年起，在許多旅客流量較高之車站裝設半罩式月台門，以防止旅客不慎跌入軌道，並提升整體的安全性。首次於台北車站與忠孝復興站加裝。爾後所有即將通車的路線，如：內湖線、蘆洲線、新莊線、松山線與信義線等，每站均加裝月台門（全罩式）。
2007年中旬，首次推出「藍色IC代幣單程票」，所有車站均有販售，同年8月起正式全面啟用並停售磁卡單程票系統。台北市政府於2007年7月，委託台北捷運公司經營貓空纜車。
2008年2月，台北捷運總累積運量已突破30億人次，至今已突破60億人次。同年9月，台北市政府委台北捷運公司經營「台北市小巨蛋體育館」。
為打造綠色都市及達到低汙染、環保之運輸，委員會於2009年3月簽暑「台北宣言」。並主辦了UITP（聯合國際交通會）。
2012年1月底，台北捷運公司公開轉乘停車場GPS座標資訊，即可立即搜尋到每個轉乘停車場入口位置，此外搭乘捷運後於1小時內取車離場，方可享有停車優惠。同年6月中起，新增台北捷運復康巴士，首次於文湖線麟光站正式啟用，採用相鄰站對站之方式，免費接駁行動不變之旅客搭乘捷運。
2013年3月，正式啟用台北市公共場所設置之AED（傻瓜電擊器）計畫，以提供民眾最安心的救命保障。於各捷運車站均有設置。
2013年榮獲弱勢顧客創新服務亞太地區第一名，並入圍「顧客服務創新獎」全球前三名。
2023年7月21日與 新北捷運公司、桃園捷運公司、臺中捷運公司及高雄捷運公司，全臺捷運公司共同成立「捷運聯盟(Metro Taiwan)」

## 組織架構
- 監察人
- 董事會
- 董事長
  - 總經理
  - 副總經理
- 主任秘書

### 業務單位
- 經營企劃處：掌理經營策略規劃、運輸規劃、整合行銷、視覺傳播、部門經營績效評鑑、國內外學協會交流、永續發展推動等事項。
- 站務處：掌理捷運系統站務管理、票務處理及規章制度之研(修)訂等事項。
- 行車處：掌理捷運系統行車運轉、車輛調度及規章制度之研(修)訂等事項。
- 車輛處：掌理捷運系統電聯車設施設備維修與技術之研究發展、規章制度之研(修)訂及技術服務等事項。
- 系統處：掌理捷運系統供電、通訊、號誌等設施設備維修與技術之發展及規章制度之研(修)訂等事項。
- 電機處：掌理捷運系統環控、電(扶)梯與水電等設施設備維修與技術之發展及規章制度之研(修)訂等事項。
- 工務處：掌理捷運系統土建、軌道等設施設備維修與技術之發展、新建工程及規章制度之研(修)訂等事項。
- 財務處：掌理財務目標、策略、長短期計畫之研訂、分析規劃，與財產管理、保險管理、資金調度、出納及料帳等事項。
- 商業發展處：掌理捷運系統之廣告、車站販賣店、停車場、地下街商店等附屬事業之經營管理及行銷規劃等事項。
- 數位發展處：掌理數位策略規劃、資訊設備維管、應用系統發展、人工智慧應用、數據資料治理、資通安全確保等事項。
- 人力資源處：掌理組織發展、人事管理、勞資關係與人力發展規劃、訓練等事項。
- 供應處：掌理營運材料、機具、儀器、零件等採購，與工程、勞務之發包、物料規劃及倉儲管理等事項。
- 工安處：掌理整體營運系統安全、品質管理、職業安全及健康環境衛生之規劃督導等事項。
- 公共事務處：掌理文書、印信、檔案、事務管理、公共關係及不屬於其他各單位等事項。
- 會計處：掌理歲計、會計及統計等事項。
- 政風處：掌理員工貪瀆不法之預防、發掘、查處、設施安全維護、公務機密維護等事項。
- 生活事業處：掌理捷運車站周邊物業、商場、旅館等生活事業之開發及經營管理等事項。
- 稽核室：掌理公司業務、帳務、財務之稽核、異常狀況之分析與改善建議等事項。

### 子公司
- 北捷遊憩事業公司：自原遊憩事業處切分出，負責由市府委託之台北小巨蛋、貓空纜車及兒童新樂園業務[6]。

## 附屬事業與周邊合作項目

### 悠遊卡
臺北捷運公司與悠遊卡公司於2002年合作推出台北智慧卡(後來稱為悠遊卡)。從此以後，感應式的悠遊卡開始在臺灣大行其道，悠遊卡不僅獲各類公共交通工具大部份接受，同時亦獲若干大型連鎖便利店及超級市場以及餐廰廣泛接受，而且透過便攜式悠遊卡處理器，將業務擴展至中小型零售市場，吸納更多零售商戶採用悠遊卡。
悠遊卡由悠遊卡股份有限公司擁有，悠遊卡股份有限公司為臺北捷運公司的非受控制、間接附屬公司，而臺北捷運公司為悠遊卡公司的最大股東之一。臺北捷運公司目前擁有悠遊卡控股有限公司多數的已經發行股本，而悠遊卡控股有限公司則擁有悠遊卡公司部份已經發行股本，悠遊卡控股有限公司餘下股本由台北富邦銀行、國泰世華銀行、台新銀行、中國信託銀行、神通電腦、及臺北市及新北市之公車業者擁有。

### 貓空纜車（管理單位：北捷遊憩事業公司纜車營運部）

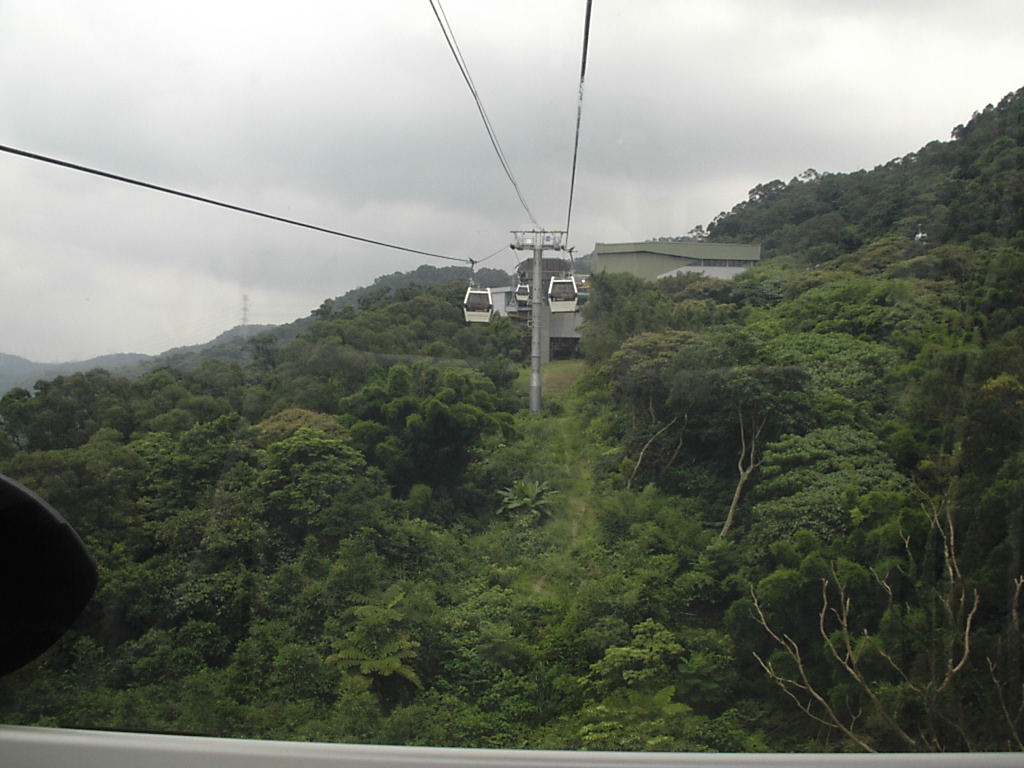
台北捷運公司的「貓空纜車」是臺北市目前唯一的纜車系統。

由臺北捷運公司擁有的空中纜車名為「貓空纜車」，是臺北市文山區一條連接動物園及貓空的纜車路線，系統並由附屬於臺北捷運公司管理及營運。「貓空纜車」於2007年7月4日啟用。於2008年9月底，因薔蜜颱風侵襲台灣。造成「政大御花園」社區上方嚴重坍塌，山區另一側新光路二段74巷附近也有大片崩塌，且兩處塌陷處分別距離上方貓纜16號及15號塔柱只有十餘公尺，2008年10月1日宣佈下午三點停駛，決定進行改善工程。臺北捷運公司及臺北市政府於對系統及結構安全各方面完全滿意後，於2010年3月於允許恢復纜車載客。

### 臺北市立兒童新樂園（管理單位：北捷遊憩事業公司樂園營運部）
「臺北市立兒童新樂園」的前身是台灣日治時代的「兒童遊園地」，於1934年建立，屬於1914年興建的圓山動物園（今臺北市立動物園）後期擴建的一部份。該遊園地初始經營時，面積僅為3公頃，並與圓山動物園合併管轄，是當時全台灣最早且唯一的公辦公營兒童樂園。
2006年12月，時任臺北市市長郝龍斌宣示將鄰近的圓山公園與台北市立美術館旁空地，作為兒童樂園的擴建地點，重塑台北兒童的新樂園。
2008年11月，兒童樂園計畫在2011年遷移至士林區，與市立天文館、國立台灣科學教育館、美崙公園等設施相鄰。
2014年12月14日，舊兒童樂園最後一天營運。於同年12月16日，遷移到陽明高中後面的臺北市立兒童新樂園正式接棒並啟用。

### 產業發展（管理單位：商業發展處、新事業開發處）
臺北捷運公司多以TOD發展模式與地產發展商合作車站共構開發，聯合開發捷運站上蓋及周邊。臺北捷運公司並未如其他國家的地鐵業者一樣擁有投資的商場及辦公大樓，也沒有管理旗下物業及其他業主的物業（即實益擁有權出讓式共構開發）。
物業發展是臺北捷運公司業務的重要組成部分，並提供一個重要的收入來源，為鐵路項目的興建成本提供資金，同時亦因在物業發展項目附近產生的載客範圍而有助增加日後的鐵路路線提供大量的乘客量。
在興建鐵路的同時，臺北捷運公司根據與多家物業發展商訂立協議，參與發展北捷站及車廠上蓋及附近的住宅及商用為主的物業。臺北捷運公司從這些發展項目所得的利潤補充相關鐵路收益，從而提高興建新鐵路綫的投資回報率。
臺北捷運公司在鐵路物業發展項目的規劃、設計及工程管理方面成績有目共睹。臺北捷運公司發展物業的原則是盡量減低發展物業的直接風險，從而減少集團所面對的物業市場的風險及其相關風險。
臺北市政府根據按十足市值評估的地價（並無考慮被估價的土地位於鐵路沿綫上）授予臺北捷運公司用作發展物業的土地的發展權。臺北捷運公司在物業發展方面的做法是安排第三方發展商根據臺北捷運公司的要求進行實際發展工程。一般而言，發展商負責支付所有發展成本（包括政府地價、建造及準備工程成本、市場推廣及銷售開支、專業費用、財務費用及其他開支），並須承擔一切發展風險。臺北捷運公司透過與發展商按協定比例攤分銷售或租賃物業的利潤（經扣除發展成本）、攤分實物資產或透過發展商支付的預付款項從物業發展中獲得利益。

#### 捷運站共構項目
臺北捷運公司的房地產業發展項目包括：
| 路線       | 發展項目（所屬車站）                                                               |
| ---------- | ---------------------------------------------------------------------------------- |
| 文湖線     | 信義18號（木柵站）                                                                 |
| 淡水信義線 | 京華苑（東門站）、永富關渡（關渡站）                                               |
| 松山新店線 | 美河市（小碧潭站）、新天地（大坪林站）、新東京宅（松江南京站）、藏富（南京三民站） |
| 中和新蘆線 | 京華苑（東門站）、新東京宅（松江南京站）、南方之星（南勢角站）                     |
| 環狀線     | 新天地（大坪林站）                                                                 |

而臺北捷運公司旗下多個投資百貨業組合的大型購物中心包括：
- SOGO百貨（ 文湖線、 板南線忠孝復興站）
- 美河市商場（ 小潭支線小碧潭站）
- 碧潭有約商場（ 松山新店線新店站）

#### 地下街
中山地下街，原名台北捷運大街（原英譯Taipei Easy Mall），位於台灣台北市中山區、大同區區界地下，是台北市境內眾多地下商店街之一。
中山地下街以及東區地下街管理單位皆是臺北大眾捷運股份有限公司。
爵士廣場分跳舞區及庭園區，跳舞區的開放空間提供民眾街舞練習場，庭園區為臺北市區內兼顧景觀、休閒的活動場所，除提供周末有舉辦音樂活動另設置飲料、輕食及特色餐廳，提供民眾慢活的都市環境。
捷運雙連站及捷運中山站間的「心中山」線形公園，為街區內一個獨特的帶狀公園，適合親子休憩、展演運動等休閒活動，每個月的第2個周末舉辦文創市集，及每週末設置特色輕食餐車，提供民眾多樣性的服務。
中山地下街位於捷運雙連站到捷運臺北車站之間，出入口串連臺北車站站前商圈、南西商圈及赤峰街商圈，融合周邊商圈特色，打造人文、商業、藝術與生活風格之特色街區，提供多元購物選擇，是臺北都會內很獨特之藝文廊道。
中山地下街營業時間:週一至週日11：00~22：00（書街：11:00~21:30）。
東區地下街位於台灣台北市大安區，是台北市境內眾多地下商店街之一。原本計畫安置於西門地下街的承租戶，後來大多改選擇安置於東區地下街
東區地下街以及中山地下街管理單位皆是臺北大眾捷運股份有限公司。
東區地下街位於忠孝復興站到忠孝敦化站之間。
西門地下街（英語：Ximen Metro Mall）位於台灣台北市萬華區和中正區區界處，是臺北市境內眾多地下商店街之一。有別於一般地下街，該街目前因商店進駐率不佳，目前唯有臺北市立圖書館西門智慧圖書館使用其部分店面，主要服務功能為提供民眾圖書雜誌服務，進入民眾需使用台北市立圖書館借閱證刷卡方能進入，借還書為自行操作機器的無人圖書館，故部份指示牌已改為智慧圖書館。部份區域做為辦公室使用，如台北捷運公司行車處第二車務中心辦公室。
西門地下街位於西門站以及西門緊急停靠站旁。其中西門緊急停靠站是台鐵縱貫線北段的緊急停靠站，平時無任何列車停靠。台灣高鐵通車後為臺鐵與高鐵共用之緊急出口在此站。
目前西門地下街因商店進駐率不佳，但供一般民眾通行；並設有臺北市立圖書館西門智慧圖書館連通。西門地下街部份區域做為台北捷運公司行車處第二車務中心辦公室使用。 其中臺北市立圖書館西門智慧圖書館是位於西門地下街之地下商店街。

#### 臺北小巨蛋
另外，因臺北小巨蛋原經營者東森集團涉嫌透過圍標之不法手段取得經營權，於2007年8月20日遭到檢方起訴；臺北市政府旋於2007年8月22日，依據政府採購法第50條終止與東森巨蛋的委託經營合約，並進而依據《臺北市市有財產委託經營管理自治條例》之規定，強制收回臺北小巨蛋之營運權，並由臺北大眾捷運公司負責經營管理及設施維護務。
臺北小巨蛋位於台北小巨蛋站旁。

#### 物業管理、租務及其他業務
在物業管理的業務之中，臺北捷運公司還提供北捷物業管理、代理、北捷悠遊卡管制系統及樓宇環境衛生等服務。
現時，臺北捷運公司擁有主要為商場及辦公大樓的投資物業組合不斷增加，有關物業均是從其發展項目中精心挑選。該等投資物業帶來經常性收益及加強集團的資產基礎。

#### 北投會館[7]
台北捷運北投會館（簡稱為北投會館、捷運北投會館），包括捷運逃生體驗營、餐飲服務、活動中心等服務，北投會館游泳池已經於民國106年9月正式承租予每邁多游泳學校營運。
北投會館鄰近於復興崗站。

#### 捷韻國際廳
捷韻國際廳位於捷運行政大樓地下一樓，提供180個階梯式座位及6個無障礙優先座位。
捷韻國際廳提供4公尺×10公尺表演舞臺及4間休息室供租借單位使用，相關展演空間硬體設施包含舞臺布幕、舞臺燈光、單槍投影機及投影螢幕等完善的硬體設備，另提供2處廳外活動區及1臺平臺型鋼琴等設備，適合舉辦音樂、舞蹈、藝文表演、會議演講及各式發表會等不同類型活動。
- 場地特色:
  - 階梯式座位空間視野無障礙。
  - 專業舞臺燈光。
  - 電動舞臺布幕。
  - 10,000流明單槍投影機。
  - 300吋投影營幕。
  - 無障礙席位。
  - 控制室及休息室。
  - 平臺型鋼琴。
  - 廳外活動區。
- 交通資訊:
  - 捷運:雙連站(約200公尺)、中山站(約350公尺)
  - 公車:

A.建成公園站:26、承德幹線、292、292副、304、636號公車。

B.國賓飯店站:218、218直、中山幹線、221、227、247、260、260區、261、內湖幹線、310、636、1717、1819、1961、1961A號公車、臺北市雙層觀光巴士（藍線）。

C.馬偕醫院站:42、226、518、811、820、紅33號公車。

D.捷運中山站(志仁高中):12、26、46、52、承德幹線、282、282副、288、292、292副、306、306區、539、605快、622、636、711、797、1802、1802A、1803、南京幹線、紅25號公車、臺北市雙層觀光巴士（藍線）。
- 場地聯絡資訊:
  - 地址：臺北市中山區中山北路2段48巷7號地下一樓(臺北捷運公司事業處商管中心)。
  - 電話：02-25505600轉3226。
  - 傳真：02-25230667。

## 轉投資
- 悠游卡投资控股股份有限公司

## 爭議

### 媽盟反核四廣告爭議
2014年2月19日，媽媽監督核電廠聯盟於臉書粉絲專頁表示，在台北捷運張貼的廣告受到北捷壓力被迫去除「廢除核四吧」字樣。隔日，台北捷運公司發表聲明稿，稱廣告內容係由委刊者與廣告廠商協調定案，該五個字為廣告廠商在送樣前便自行撤下，北捷並未干涉，且該廣告於2月1日就已張貼，網路上出現質疑原本表態反對核四續建的台北市長郝龍斌是否立場轉變，以及質疑媽盟捏造假新聞的聲音。
2月22日，接洽該廣告的廣告公司「合和國際」人資行政部副總鄭永湖表示，該廣告是富邦文教基金會自行刪去特定字句的，並非合和國際所修改。媽盟總幹事楊順美回應網路上「為何延遲抗議？」以及自導自演的質疑，表示原本考慮是免費公益廣告而隱忍，後來陸續有同仁在電影院看見台電的「穩健減核—親子篇」廣告後，認為政府應用對等心態看待核電議題才公開抗議。
楊順美表示，1月中得知2月1日到28日，北捷台北車站與市府站的手扶梯壁貼廣告有空檔，可做公益廣告，1月23日第一次交稿申請。但不到兩天，就被捷運局認為反核屬政治議題需審查。北捷透過廣告公司轉達，如是一般性公益廣告，可馬上刊登，但涉及政治議題則須經由審議委員會通過，但下次審議委員會不知何時召開。媽盟不想錯過免費刊登時間，為趕在2月露出，楊順美說認為媽盟「退了很多步」，曾詢問可否用媽盟臉書網址刊登，北捷說不行，「減六除四」也不行，「任何可以聯想到核四的都不行！」經五、六次修改，在1月27日交出最後定稿，趕上2月1日露出。

### 機員招考簡章涉及就業歧視
台北大眾捷運公司機員招考簡章，當中明文規定須體檢合格並且試用及訓練成績合格，方為錄取。。在台北捷運公司體檢須知中，第五項載有「法定傳染病」體格檢查為不合格。而「法定傳染病」包括愛滋病在內，使得愛滋病患者通過考試卻無法錄取，涉及就業歧視的問題。
愛滋病感染者權益促進會因此於2002年7月11日發函給台北捷運公司及台北市政府交通局，要求對於將愛滋病列入體檢範圍的規定立意為何作解釋與說明。同年7月29日台北捷運公司做出回應，其主張愛滋病為法定傳染病，基於旅客乘車安全考量，礙難進用愛滋病感染者。。對於台北捷運公司的回覆，愛滋病感染者權益促進會要求勞委會介入處理。
對此台北市勞工局表示：「對愛滋病患者拒絕就業、就醫、就學是一種歧視。」「不得對愛滋病患就業歧視，勞工局將主動調查。」並分析道：「依就業服務法第五條規訂的十三種就業歧視項目，並不包括後天免疫症候群的歧視，能否交由就業歧視評議委員會認定尚有疑義，但若依『後天免疫缺乏症候群防治條例』處理，亦可達到防止就業歧視目的。(現為「人類免疫缺乏病毒傳染防治及感染者權益保障條例 」，在第六條之一規定：感染人類免疫缺乏病毒者之人格與合法權益應受尊重及保障，不得予以歧視，拒絕其就學、就醫、就業或予其他不公平之待遇。)勞工局並召開會議，決議認為台北捷運過度侵害工作權，違反後天免疫缺乏症候群防治條例而涉及就業歧視，要求台北捷運公司研修處理。
台北捷運公司表示會放寬錄取標準，讓愛滋病感染者能夠從事「不影響他人」的職務。之後在愛滋病感染者權益促進會的監督修正進度之下，2008年4月25日「台北捷運公司新進人員體格檢查表」與體格檢查注意事項，修改為不列入愛滋病為檢查項目。

## 外部連結
- 臺北大眾捷運股份有限公司 （页面存档备份，存于）（繁體中文）（英文）（日語）
  - 台北捷運公司 （页面存档备份，存于）的Facebook專頁（繁體中文）
- 台北捷運公司Metro Taipei （页面存档备份，存于）的YouTube專頁（繁體中文）
- 貓空纜車(由台北捷運公司營運的貓空纜車)（繁體中文） （页面存档备份，存于）
- 中山地下街以及東區地下街-捷運地下街資訊(由台北捷運公司營運的中山地下街以及東區地下街)（繁體中文） （页面存档备份，存于）
  - 中山地下街以及東區地下街-宣導專區(由台北捷運公司營運的中山地下街以及東區地下街)官網（繁體中文） （页面存档备份，存于）
- 臺北小巨蛋(由台北捷運公司營運的臺北小巨蛋)（繁體中文） （页面存档备份，存于）
  - YouTube上的臺北小巨蛋頻道（繁體中文）
- 台北捷運北投會館(由台北捷運公司營運的台北捷運北投會館)（繁體中文） （页面存档备份，存于）（繁體中文）
- 捷韻國際廳-場地介紹(由台北捷運公司營運的捷韻國際廳)（繁體中文） （页面存档备份，存于）（繁體中文）
- 捷韻國際廳-交通及聯絡資訊(由台北捷運公司營運的捷韻國際廳) （页面存档备份，存于）（繁體中文）
- 兒童新樂園(由台北捷運公司營運的兒童新樂園) （繁體中文）（页面存档备份，存于）
- （繁體中文） 臺北捷運工會（页面存档备份，存于）

25°03′20.9″N 121°31′15.9″E / 25.055806°N 121.521083°E